# Amblystegium halleri
Amblystegium halleri là một loài Rêu trong họ Amblystegiaceae. Loài này được (Sw. ex Hedw.) C.E.O. Jensen mô tả khoa học đầu tiên năm 1923.